# 네오티스
네오티스(NeoTechnicalSystem Co. Ltd.)는 대한민국의 기업이다. 본사는 경기도 안성시 죽산면 용대길 38-9, 두교산업단지에 위치해 있으며 대표이사는 권상훈이다.

## 자회사
'퓨쳐스마트팜' 지분 90%를 보유하고 있다

## 상장
2007년 10월 1일 공모가 11,500원에 상장하였다.

## 참고문헌
1. ↑  네오티스, 尹대통령 스마트팜 적극 지원...‘플로팅 수경재배’ 스마트팜 회사 보유 부각, 이투데이, 2023-10-25
2. ↑  메리츠금융지주, 네오티스 등 기술적 분석 특징주, 인포스톡데일리, 2023.10.25